# Казанбасы (пески)
Казанбасы — пески в Торгайской ложбине. Находятся на территории Аулиекольского района Костанайской облати. Высота 200 м над уровнем моря, длина с северо-востока на юго-восток 27—30 км, ширина 8 км. Растет преимущественно карагай, в отдельных местах береза, осина. Имеются небольшие пресные и соленые озера.